# 26-я бомбардировочная авиационная дивизия
26-я бомбардировочная авиационная дивизия (26-я бад) — воинская часть Военно-воздушных сил (ВВС) Вооружённых Сил РККА, принимавшая участие в боевых действиях Великой Отечественной войны.

## История наименований
- 64-я бомбардировочная авиационная бригада;
- 26-я бомбардировочная авиационная дивизия;
- 26-я дальнебомбардировочная авиационная дивизия;
- 26-я дальне-бомбардировочная авиационная дивизия;
- 26-я дальняя бомбардировочная авиационная дивизия;
- 26-я смешанная авиационная дивизия;
- 26-я отдельная авиационная дивизия;
- 26-я авиационная дивизия;
- 1-я транспортная авиационная дивизия (01.05.1942 г.);
- 1-я авиационная дивизия дальнего действия (28.07.1942 г.);
- 1-я авиационная Сталинградская дивизия дальнего действия;
- 1-я бомбардировочная авиационная Сталинградская дивизия;
- 1-я бомбардировочная авиационная Сталинградская Краснознамённая дивизия;
- 1-я транспортная авиационная Сталинградская Краснознамённая дивизия;
- 1-я военно-транспортная авиационная Сталинградская Краснознамённая дивизия;
- Войсковая часть (Полевая почта) 29607.

## История
Формирование дивизии, как бомбардировочной, начато на основании Постановления СНК № 1344-524сс от 25.07.1940 года из 64-й бомбардировочной авиационной бригады. Постановление СНК СССР № 2265-977сс от 05.11.1940 г. переформировывало дивизию в дальнебомбардировочную на самолетах ДБ-3 с дислокацией на аэродромах Кировабад, Евлах, Вазиани и Кутаиси Закавказского военного округа. 

### Постановление СНК
О Военно-Воздушных Силах Красной Армии № 2265-977сс от 5 ноября 1940 г.
«Сов. секретно (Особая папка) Совет Народных Комиссаров Союза ССР ПОСТАНОВЛЯЕТ:
I. По дальнебомбардировочной авиации
1. В целях повышения специальной подготовки дальнебомбардировочной авиации, соответствующей возлагаемым на неё задачам — дальнебомбардировочные авиационные полки, вооружённые самолётами ТБЗ, ТБ7 и ДБЗ, выделить в самостоятельные дальнебомбардировочные дивизии в составе трёх дальнебомбардировочных авиационных полков.
2. Дальнебомбардировочные авиационные дивизии именовать: авиационными дивизиями Дальнего Действия (ДД).
5.Утвердить следующий состав дальнебомбардировочной авиации:
к) 27-я авиадивизия ДД в составе: 6, 42, 83, 12 авиаполков ДБЗ с дислокацией — Кировабад, Евлах, Базиани, Кутаиси;»
Примечание: указан номер дивизии 27 и один из пунктов дислокации - Базиани.

### Состав дивизии в августе 1940
Сформирована в августе 1940 года как 26-я отдельная смешанная авиационная дивизия. При формировании в её состав вошли:
- 6-й дальнебомбардировочный авиационный полк;
- 42-й дальнебомбардировочный авиационный полк;
- 83-й дальнебомбардировочный авиационный полк;
- 41-й бомбардировочный авиационный полк;
- 68-й истребительный авиационный полк;
- 84-й истребительный авиационный полк;
- отдельная авиаэскадрилья и авиабазы.

В ноябре 1940 года дивизия была реорганизована в 26 отдельную ад ДД. Была самостоятельным подразделением ДБА.

### Состав дивизии на 22 июня 1941 года
Управление дивизии находилось в Тбилиси. 
- 6-й дальний бомбардировочный авиационный полк — с 1940 года по 7 августа 1941 года, Евлах. Передан в состав 132-й бомбардировочной авиационной дивизии.
- 12-й дальний бомбардировочный авиационный полк — с 1940 года по август 1941 года, Кутаиси. Передан в состав 134-й бомбардировочной авиационной дивизии.
- 42-й дальний бомбардировочный авиационный полк — с 1940 года по октябрь 1941 года, Кировобад. Убыл в состав 133-й бад[1].
- 83-й дальний бомбардировочный авиационный полк — с 1940 года по 6 марта 1942 года, Вазиани. Расформирован.

В августе 1941 существующие авиаполки были разделены на два (второй полк получал приписку "а")
В составе дивизии на базе 83-го дбап был сформирован 83-й «а» дальний бомбардировочный авиационный полк, который приказом от 13 августа получил наименование 452-й дальний бомбардировочный авиационный полк. 6 марта 1942 года расформирован.
- обновленная 26-я бад состояла из полков 83 и 83а (452).
- 26-я «б» дивизия (в последующем (132-я бомбардировочная авиационная дивизия))— из полков 6 и 6а (позднее 453),
- 26-я «а» дивизия (в последующем 133-я бомбардировочная авиационная дивизия) — из полков 42 и 42а (позднее 455), командир — майор Грабор Михаил Михайлович;
- 26-я «в» (в последующем 134-я бомбардировочная авиационная дивизия) — из полков 12 и 12а (позднее 454).

Дивизия участвовала в операции Согласие (август 1941, Иран). В связи со слабостью армии и ВВС Ирана, основная работа — разбрасывание листовок. Например, 26 августа на выполнение боевого задания вылетало 25 самолётов 12 бап. Сброшено листовок 12 бап всего 226 тысяч 500 штук… в районе Лакиджан, Энзели и Решт.
Некоторые полки в дальнейшем переходили из одной дивизии в другую. С августа 1941 по октябрь 1941 года дивизия была в составе ВВС Закавказского Фронта. С октября 1941 по 30 декабря 1941 года — в составе ВВС 46-й Армии Закавказского Фронта. С 30 декабря 1941 по 29 января 1942 года — в составе ВВС 46-й Армии Кавказского Фронта.

## Командование

### Командиры дивизии
| Звание                | Имя                         | Период                  | Примечание |
| --------------------- | --------------------------- | ----------------------- | ---------- |
| генерал-майор авиации | Таюрский Андрей Иванович    | 08.08.1940 — 02.1941    |            |
| полковник             | Скрягин Григорий Степанович | 27.03.1941 — 01.02.1942 |            |

### Заместители командира
- Заместитель командира — подполковник Антошкин Иван Диомидович[3][4].
- Заместитель по политической части — бригадный комиссар Усатый Фёдор Иудович.[5][6][7].
- Начальник штаба — полковник Шпагин Василий Григорьевич (Георгиевич ?)[8][9] и орденом Кутузова II степени 31.05.1945[10]
- Начальник штаба — подполковник Лобахин Николай Михайлович[11][12][13][14].
- Начальник штаба — майор Обойщиков Филипп Алексеевич.

## Участие в операциях и битвах
- Иранская операция[2] - 25 августа — 17 сентября 1941 года
- Поддержка войск Северо-Западного и Западного фронтов с октября 1941 года[2].

## Базирование
| Период            | Аэродром |
| ----------------- | -------- |
| 08.1940 — 10.1941 | Тбилиси  |
| 10.1941 — 03.1942 | Рыбинск  |